# 紅色
紅色（べにいろ、くれないいろ）は、鮮やかな赤色。名は、キク科の紅花の汁で染めた濃い赤による。JIS慣用色名では「あざやかな赤」（略号 vv-R）と定義している。
紅花から抽出される紅色は、染料や化粧、食用の着色料として使用されている。

## 名称
紅花の原産地はエジプトとアナトリア半島である。「くれない」の語源は「呉の藍」（くれのあい）、呉の国の染料のことで、5～6世紀頃に高句麗の僧から伝えられたとみられている（上代の日本語では古来から染料として利用していた藍色を、色の種類にこだわらず染料の意味で「藍」と呼んだ）。聖武天皇の時代には定着している。

## 紅（こう）
細菌学では、英語のpurpleの訳語として紅色（こうしょく）を用いる。紅色細菌 (purple bacteria) など。この「紅色」はカロテノイドに由来し、実際の色は紫、赤、橙、褐色などさまざまである。
藻類学では、英語のred・学名のRhodo-の訳語として紅色（こうしょく）・紅（こう）を用いる。紅藻 (red algae) など。この「紅（色）」はクロロフィル aなどに由来する。
紅（こう、ホン）は、赤を意味する最も普通の現代中国語で、革命のシンボルとしての赤の意味でも紅を使う。紅旗、紅軍、紅衛兵など。

## 日本の国旗
国旗及び国歌に関する法律（平成11年法律第127号）では、日本国の国旗である日章旗の日章の彩色は「紅色」であるとされているが、実際はより明るい色が使われることが多い。

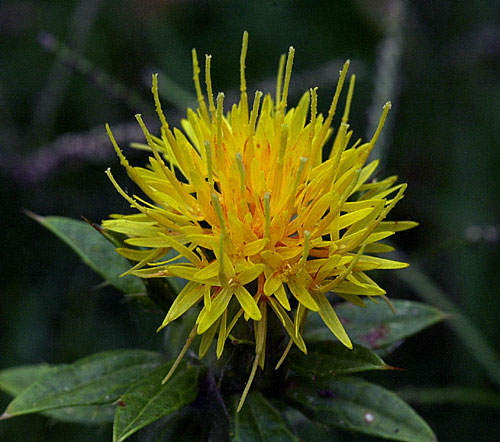
ベニバナ - アザミのような形状、黄色から橙色の花を咲かせる
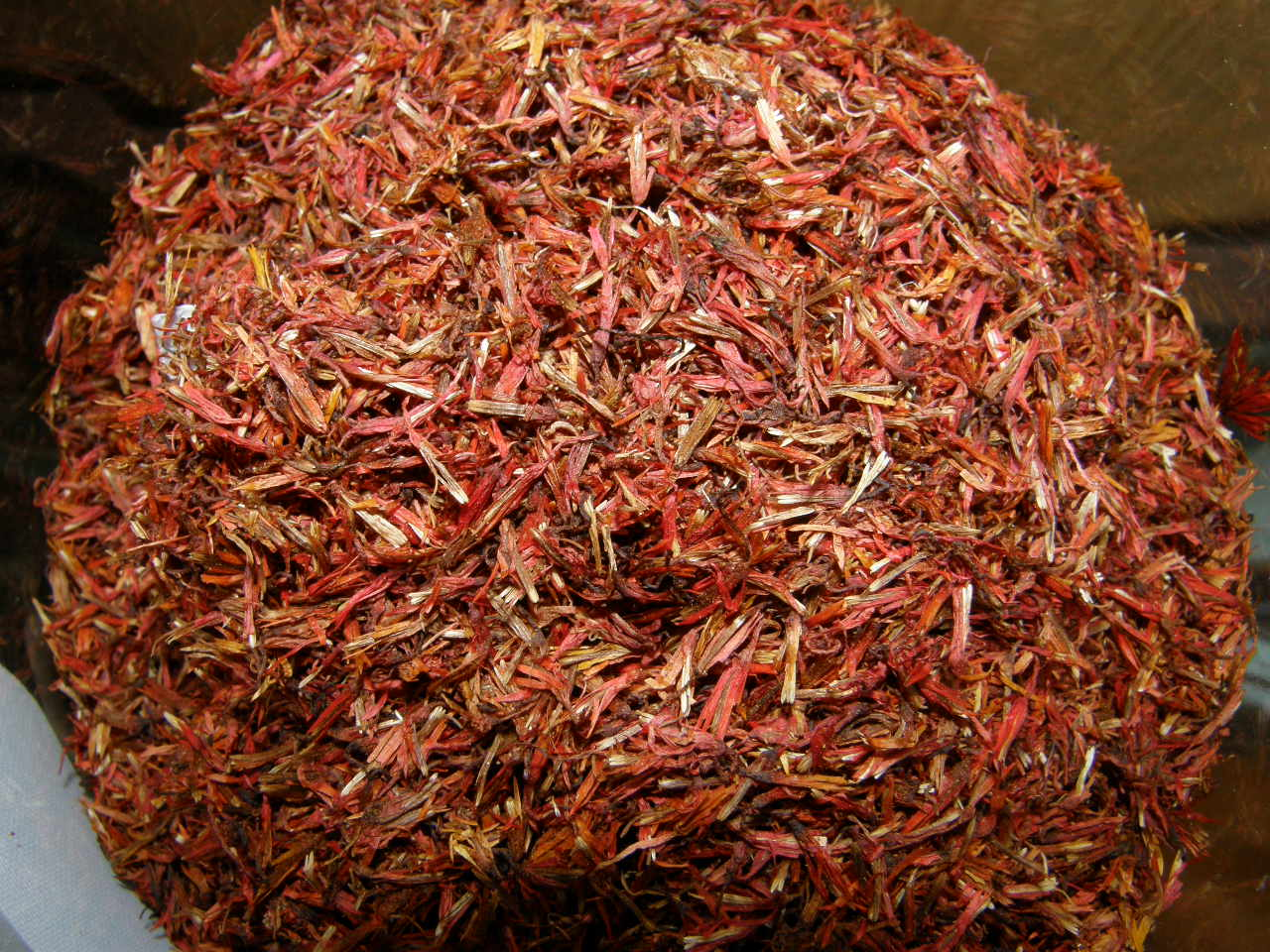
乾燥したベニバナ
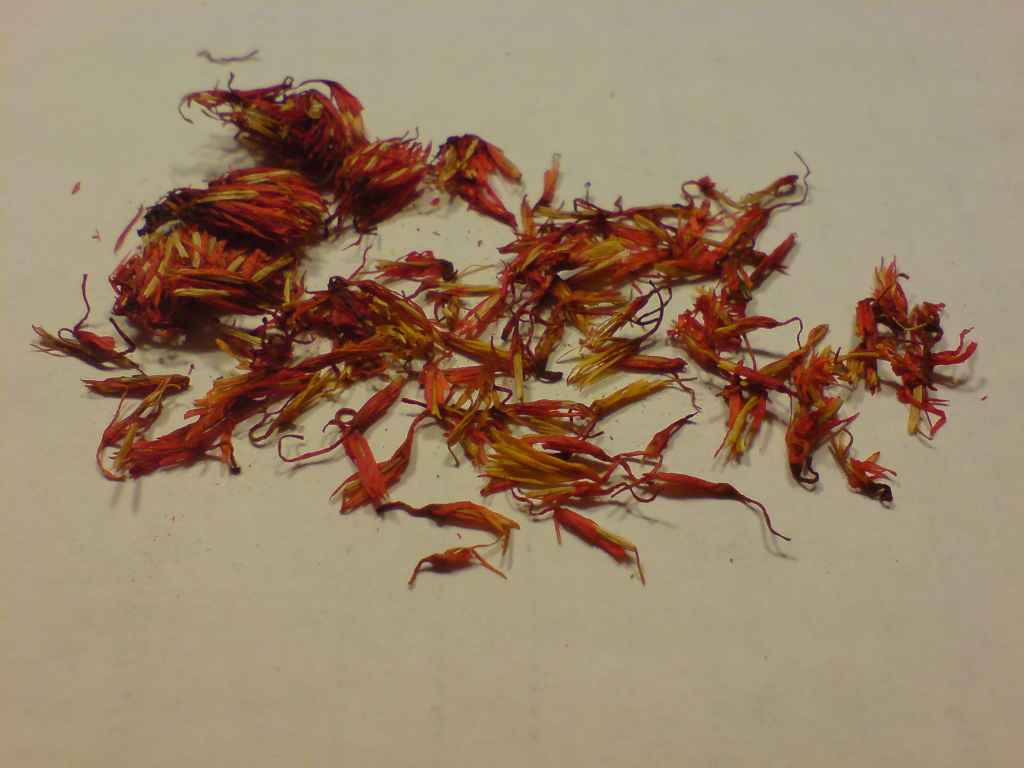
トルコ産のベニバナ